# Ty Glaser
Ty Glaser (12 de noviembre de 1982) es una actriz británica, más conocida por haber interpretado a Libby Charles en la serie Emmerdale Farm y a Gemma Wylde en la serie Holby City.

## Biografía
Se entrenó en el Meisner Technique en el "Actors' Temple" en Londres; también es una consumada bailarina.

## Carrera
En 2001 obtuvo un pequeño papel en la película The Parole Officer, donde interpretó a una oficial de la policía. En 2004 obtuvo un pequeño papel en la película The Life and Death of Peter Sellers. El 9 de enero de 2005, apareció como personaje recurrente en la serie británica Emmerdale Farm, donde interpretó a la recepcionista Libby Charles hasta el 18 de julio del mismo año. En 2008 interpretó a Heather Miller en un episodio de la serie estadounidense Bones. En 2009 apareció como invitada en a serie médica Casualty, donde interpretó a Michelle.
El 22 de enero de 2013, se unió al elenco principal de la serie médica británica Holby City, donde interpretó a la doctora en entrenamiento Gemma Wilde hasta el 17 de diciembre de 2013.

## Filmografía
Series de televisión
| Año  | Título                            | Personaje            | Notas                                           |
| ---- | --------------------------------- | -------------------- | ----------------------------------------------- |
| 2013 | Holby City                        | Dra. Gemma Wilde     | 37 episodios                                    |
| 2012 | Rosamunde Pilcher                 | Charlene Peters      | episodio "In der Mitte eines Lebens"            |
| 2011 | Secret Diary of a Call Girl       | DK                   | episodio # 4.5                                  |
| 2010 | Dappers                           | Faye                 | episodio "Proper Job"                           |
| 2010 | Above Suspicion 2: The Red Dahlia | Louise Pennel        | 3 episodios                                     |
| 2009 | Casualty                          | Michelle             | 2 episodios                                     |
| 2008 | The IT Crowd                      | Nadine               | episodio "Calendar Geeks"                       |
| 2008 | Bones                             | Heather Miller       | episodio "The Yanks in the U.K.: Parts 1 and 2" |
| 2008 | Hotel Babylon                     | Lily                 | episodio # 3.6                                  |
| 2007 | The Bill                          | Vanessa Archer       | episodio "Back from the Brink"                  |
| 2007 | The Time of Your Life             | Enfermera            | episodio # 1.4                                  |
| 2007 | My Family                         | Chloe                | episodio "Abi Ever After"                       |
| 2005 | Nova                              | Marie Anne Lavoisier | episodio "E=mc²: Einstein's Big Idea"           |
| 2005 | Emmerdale Farm                    | Libby Charles        | 28 episodios                                    |
| 2005 | Down to Earth                     | Jo                   | episodio "Broken Dreams"                        |
| 2004 | The Murder Room                   | Celia Mellock        | -                                               |
| 2004 | Top Buzzer                        | Daisy                | 10 episodios                                    |

Películas
| Año  | Título                                        | Personaje            | Notas                                                                                      |
| ---- | --------------------------------------------- | -------------------- | ------------------------------------------------------------------------------------------ |
| 2016 | Eliminators                                   | Stacey               | junto a Scott Adkins, Stu Bennett, Daniel Caltagirone, James Cosmo                         |
| 2014 | Synchronicity                                 | Ella                 | corto - junto a Alex Marx, Bill Paterson & Ben Aldridge                                    |
| 2013 | Luck                                          | Lucy                 | junto a Simon Furness, Kye Loren, Andrew Koji & Ricardo Freitas                            |
| 2013 | The Hummingbird                               | Anna Ilyushina       | corto - junto a Olegar Fedoro, Vera Horton & Alex Marx                                     |
| 2010 | The Lizard Boy                                | Enfermera            | corto - junto a Julian Rhind-Tutt, Crispin Bonham-Carter & Ron Moody                       |
| 2012 | Hard Boiled Sweets                            | Porsche              | junto a Philip Barantini, Elizabeth Berrington, Adrian Bower, Liz May Brice & Paul Freeman |
| 2011 | The Engagement                                | Angie                | junto a Dragan Micanovic, Ben Miller & Emma Pierson                                        |
| 2010 | Psychosis                                     | Emily                | junto a Charisma Carpenter, Paul Sculfor, Ricci Harnett & Justin Hawkins                   |
| 2010 | If You See Her, Say Hello                     | Ella                 | corto - junto a Giles Alderson, Anoushka Arden & Hugh Hemmings                             |
| 2009 | It's Alive                                    | Marnie               | junto a Bijou Phillips, James Murray, Raphaël Coleman & Owen Teale                         |
| 2006 | Bikini-Blitzkrieg, Part One: Dance Domination | Beth                 | junto a Olivia Lee, Matthew Butler, Alice Bird & Elizabeth Tan                             |
| 2006 | Go My Way                                     | Eleanor              | corto - junto a Christopher Rithin & Clive Willbond-Hill                                   |
| 2006 | Bobby Moore: The Untold Story                 | Tina Moore           | junto a Joseph Kennedy & Ray Winstone                                                      |
| 2005 | E=mc²                                         | Marie Anne Lavoisier | junto a Andrew Callaway, Andy Crabbe, Daniel D'Alessandro & Brendan Fleming                |
| 2004 | The Life and Death of Peter Sellers           | Mujer con Teléfono   | junto a Geoffrey Rush, Stanley Tucci & Stephen Fry                                         |
| 2004 | Caught in the Act                             | Debbie               | junto a Lauren Holly, Max Martini, Brian McNamara, Shane Rimmer & Eddie Marsan             |